# Aplidium nordmanni
Aplidium nordmanni is een zakpijpensoort uit de familie van de Polyclinidae. De wetenschappelijke naam van de soort is, als Amaroucium nordmani, voor het eerst geldig gepubliceerd in 1841 door Henri Milne-Edwards.

## Beschrijving
Kolonies Aplidium nordmanni, 5 mm dik x 20-50 mm breed, vormen meestal dikke korsten, verdeeld in lobben op rots-oppervlaktes. Er zijn twee kleurvormen, een witte en een roze, deze kleur komt voort uit de mantel. De zoïden zijn nogal onregelmatig gerangschikt rond een reeks grote opvallende cloaca-openingen in het bovenoppervlak van de kolonie. De zes lobben van de orale sifon zijn sterk wit gepigmenteerd, net als de grote atriale sifon. 

## Verspreiding
Aplidium nordmanni komt voor aan de westelijke kusten van Schotland tot Cornwall en in het zuiden tot de Middellandse Zee.